# 西赫爾河畔金斯頓和海叟 (英國國會選區)
西赫爾河畔金斯頓和海叟（英語：Kingston upon Hull West and Hessle），常稱為西赫爾和海叟，英國國會一自治市選區，位於英格蘭約克郡-亨伯赫爾河畔金斯頓西部和約克郡東瑞丁的海叟。
自1997年創設至今的當區議員是工黨的莊翰生。他2010年大選中以47.9%選票連任成功。